# 바오럼현
바오럼현(베트남어: Huyện Bảo Lâm / 縣保林)은 베트남 중부 고원 지방에 있는 현이다. 2003년 현재 바오럼현의 인구는 107,279명이다. 현의 면적은 1,457km2이다. 현도는 록탕에 있다.

## 행정 구역
바오록에서 분리되어 형성되었다. 현청 소재지 록탕 시진 외에, 현내에는 13개의 사가 있다.

### 시진
- 록탕 시진 (Thị trấn Lộc Thắng, 祿勝市鎭)

### 사
- 록꽝 사 (Lộc Quảng, 祿廣社)
- 록응아이 사 (Xã Lộc Ngãi, 祿義社)
- 록득 사 (Xã Lộc Đức, 祿德社)
- 록럼 사 (Xã Lộc Lâm, 祿林社)
- 록푸 사 (Xã Lộc Phú, 祿富社)
- 록박 사 (Xã Lộc Bắc, 祿北社)
- 록바오 사 (Xã Lộc Bảo, 祿保社)
- 록안 사 (Xã Lộc An, 祿安社)
- 록떤 사 (Xã Lộc Tân, 祿新社)
- 록타인 사 (Xã Lộc Thành, 祿城社)
- 록남 사 (Xã Lộc Nam, 祿南社)
- 블라 사 (Xã B'Lá)
- 떤락 사 (Xã Tân Lạc, 新樂社)

## 경제
이 지역의 주요 경제 활동은 환금 작물 재배이며, 가장 눈에 띄는 것은 차, 커피, 후추 열매, 같은 임산물이다.
현재 정부의 광업 회사는 알루미늄을 생산해 낼 수 있는 보크사이트 광산을 개발하고 있다. 11,000억 VND (약 6억 달러)가 투자되었다.
이 지역에 있는 대부분의 사람들은 다양한 고산 부족 민족들이다.